# Bernhard Magel

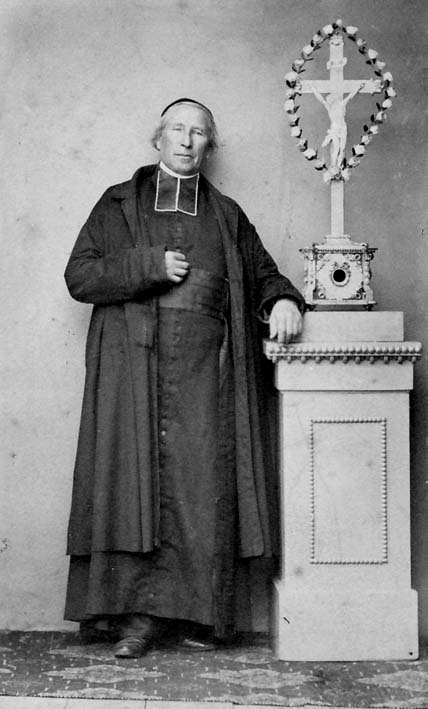
Pfarrer Bernhard Magel, ca. 1860

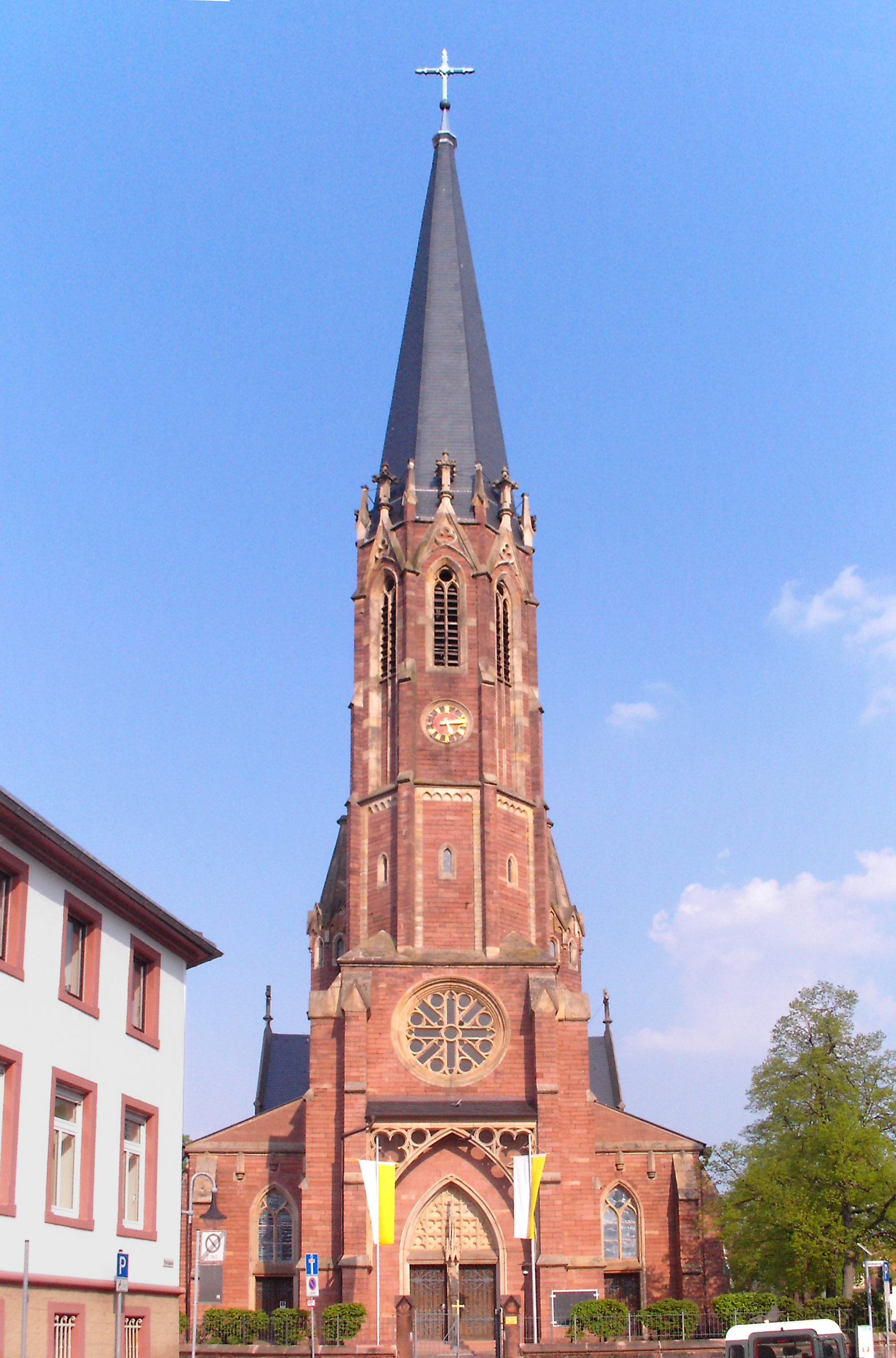
Die Marienkirche in Neustadt, Pfarrer Magels "Lebenswerk".

Bernhard Magel (* 31. August 1795 in Ixheim; † 7. März 1863 in Darmstadt) war eine bedeutende Priestergestalt des 19. Jahrhunderts im Bistum Speyer; Mitglied des Landrates der Pfalz, mit Verbindungen zu hochrangigen Politikern und Geistlichen, bis hin zu König Ludwig I., den er persönlich kannte. Bei ihm regte er die Gründung der Armen Schulschwestern in der Pfalz an. Der Bau der mächtigen Marienkirche in Neustadt an der Weinstraße gilt als sein eigentliches Lebenswerk.

## Leben
Bernhard Magel war in Ixheim bei Zweibrücken geboren und verlor schon früh beide Eltern. Zuerst übte er das Maurer- und Steinhauerhandwerk aus, dann begann er mit dem Studium und besuchte das Priesterseminar in Mainz, unter Regens Liebermann. In Speyer erteilte ihm Bischof Matthäus Georg von Chandelle am 23. Mai 1823 die Priesterweihe. Von seinem Seminaraufenthalt her gehörte Magel dem Mainzer Kreis an und war befreundet mit den damals dort ebenfalls aufenthältlichen, späteren Speyerer Bischöfen Johann Jakob Geissel und Nikolaus von Weis.

Seine erste Seelsorgestelle trat Bernhard Magel am 26. Mai 1823, als Kaplan in Neustadt unter Stadtpfarrer Bruno Würschmitt an. Damals besaßen die Katholiken dort nur den durch eine Mauer vom protestantischen Langhaus abgetrennten Chor der mittelalterlichen Stiftskirche St. Ägidius. Jahre später sollte Bernhard Magel als Pfarrer hierher zurückkehren und diese Verhältnisse grundlegend ändern. Am 29. Dezember 1823 übernahm er als Administrator die Pfarrei Dackenheim bei Grünstadt, am 26. Oktober 1824 erhielt er bereits seine erste eigenständige Pfarrstelle in Feilbingert an der nördlichen Grenze des Bistums. Hier blieb er bis 1827; am 29. Oktober dieses Jahres betraute man ihn mit der südpfälzischen Pfarrei Rheinzabern, die schon damals wegen ihrer römischen Vergangenheit und den reichhaltigen archäologischen Funden sehr bekannt war (das römische Tabernae). Heute befindet sich dort ein Römermuseum. Pfarrer Magel war geschichtlich sehr interessiert und er hinterließ u. a. einen hochinteressanten Bericht vom 17. Juli 1858, über die römischen Ausgrabungen zu seiner Zeit als Pfarrer von Rheinzabern (vollständiger Scan des langen Textes unter dem Punkt "Weblinks" am Ende aufrufbar):

„Während der 12 Jahre meines Aufenthaltes in Rheinzabern ist keine Ausgrabung sowohl römischen als deutschen Ursprunges gemacht worden, welche ich nicht persönlich in Augenschein genommen hätte; habe auch Vieles selbst gekauft, aber keine Sammlung angelegt, weil es mir mehr Vergnügen gewährte, meinen Freunden und Bekannten eine Freude mit der Überlassung dieser Gegenstände zu machen, als dieselben für mich zu behalten. Der verstorbene Domkapitular Würschmitt in Speier hat viele Silber- und Bronce-Münzen, Urnen, Geschirre, Formen, Thränengefäße aus Erde und Glas, und der jetzige Ministerialrat Hr. Heintz in München eine Goldmünze von Trajan durch meine Vermittlung erhalten... In nordöstlicher Richtung neben der Römerstraße in der Nähe des jetzigen Kirchhofs ist der römische Begräbnißplatz, wo viele Gräber, Urnen, Thränenkrüge, Lampen, Haarnadeln, Armspangen, Broschen usw. aufgefunden worden. Gegenüber, auf dem rechten Ufer, an den Gärten bei der Scheuergasse, war der deutsche Begräbnißplatz mit vielen Steinsärgen, worin das Gesicht der Verstorbenen nach Osten gewendet ist. Ich selbst habe viele derselben geöffnet, die Gerippe fielen alle beim Zutritt der Luft in Staub... “

Hier in Rheinzabern kam Pfarrer Magel wegen des erschreckenden Mangels an Schulbildung, besonders unter der weiblichen Jugend, erstmals auf den Gedanken, die Armen Schulschwestern, die schon im rechtsrheinischen Bayern so segensreich wirkten, auch in der Diözese Speyer anzusiedeln. Die Festschrift „100 Jahre Institut der Armen Schulschwestern vom Hl. Dominikus, Speyer am Rhein“ führt 1952 dazu aus: „Im linksrheinischen Bayern war Bernhard Magel, Pfarrer und Bezirksschulinspektor von Rheinzabern, ein eifriger und weitblickender Priester Gottes, ernstlich besorgt um das brüchige Schulwesen der Zeit. Er war geradezu bestürzt über den moralischen Tiefstand der ärmeren Volksschichten, vor allem der weiblichen Jugend.“ Pfarrer Magel suchte im Sommer 1838 König Ludwig I. in Aschaffenburg auf und trug ihm das Anliegen persönlich vor. Er wollte die bayerischen Schulschwestern nach Rheinzabern kommen lassen oder ein ähnliches, selbstständiges Institut in seiner Heimatdiözese Speyer gründen. Der König stimmte zu, da aber beide Pläne sich am fehlenden Geld zerschlugen, versuchte Magel – vom Domdechanten Nikolaus Weis beraten – das geplante Schulkloster dem Dominikanerinnenkloster St. Magdalena zu Speyer anzugliedern. Bischof Geissel lehnte dies ab und die Gründung der Schulschwestern – dann doch nach dem Plane Magels und Weis’ – zog sich schließlich noch bis 1852 hin.

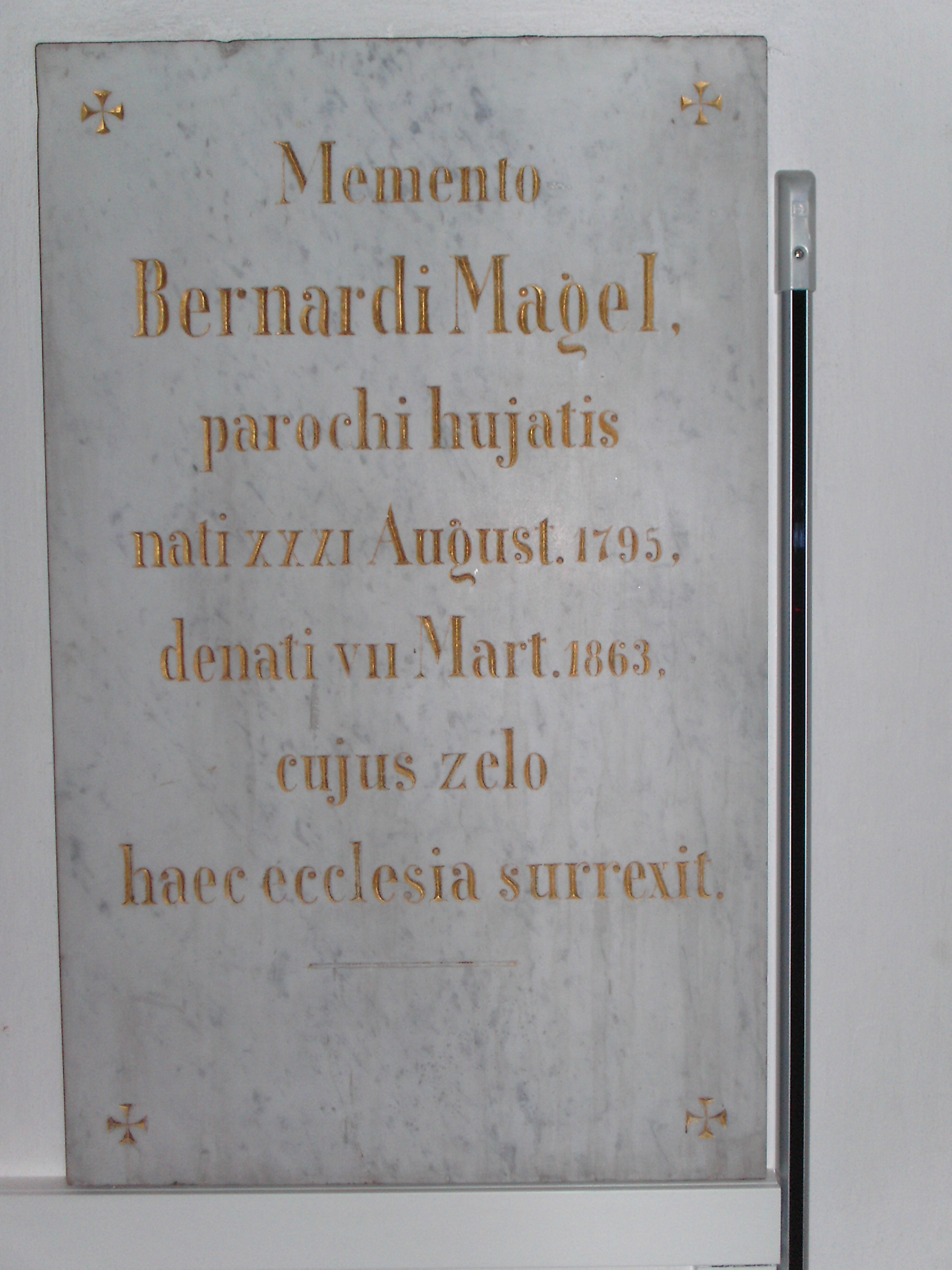
Gedenktafel für Pfarrer Bernhard Magel, in der Marienkirche Neustadt (früher Sakristei, heute rechter Chorbogen). Inschrift: "Gedenke Bernhard Magel, Pfarrer dahier, geboren 31. August 1795, gestorben 7. März 1863, durch dessen Eifer diese Kirche erstand."

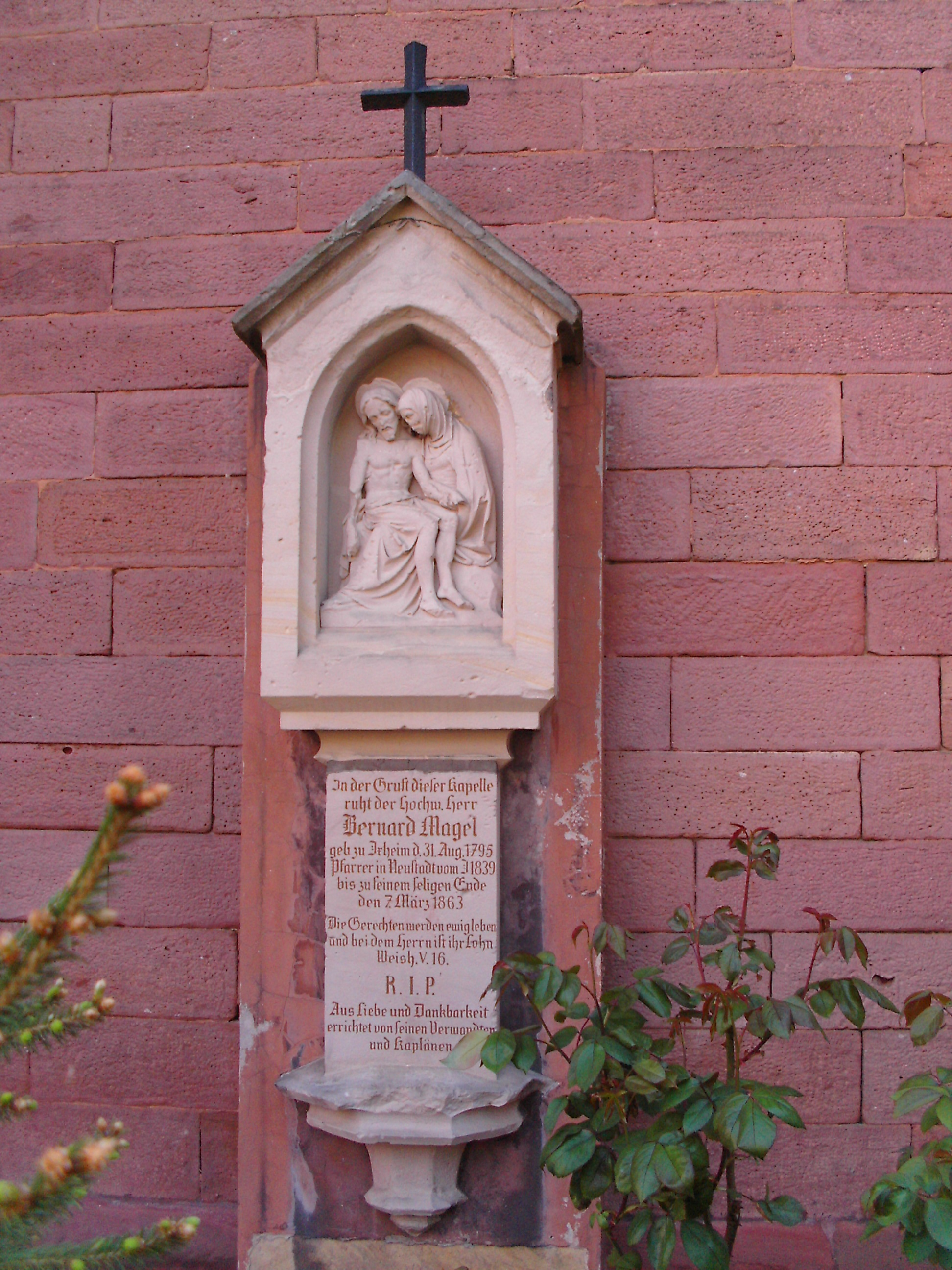
Epitaph für Pfarrer Bernhard Magel, Marienkirche Neustadt, Chor, Außenmauer, Nordseite

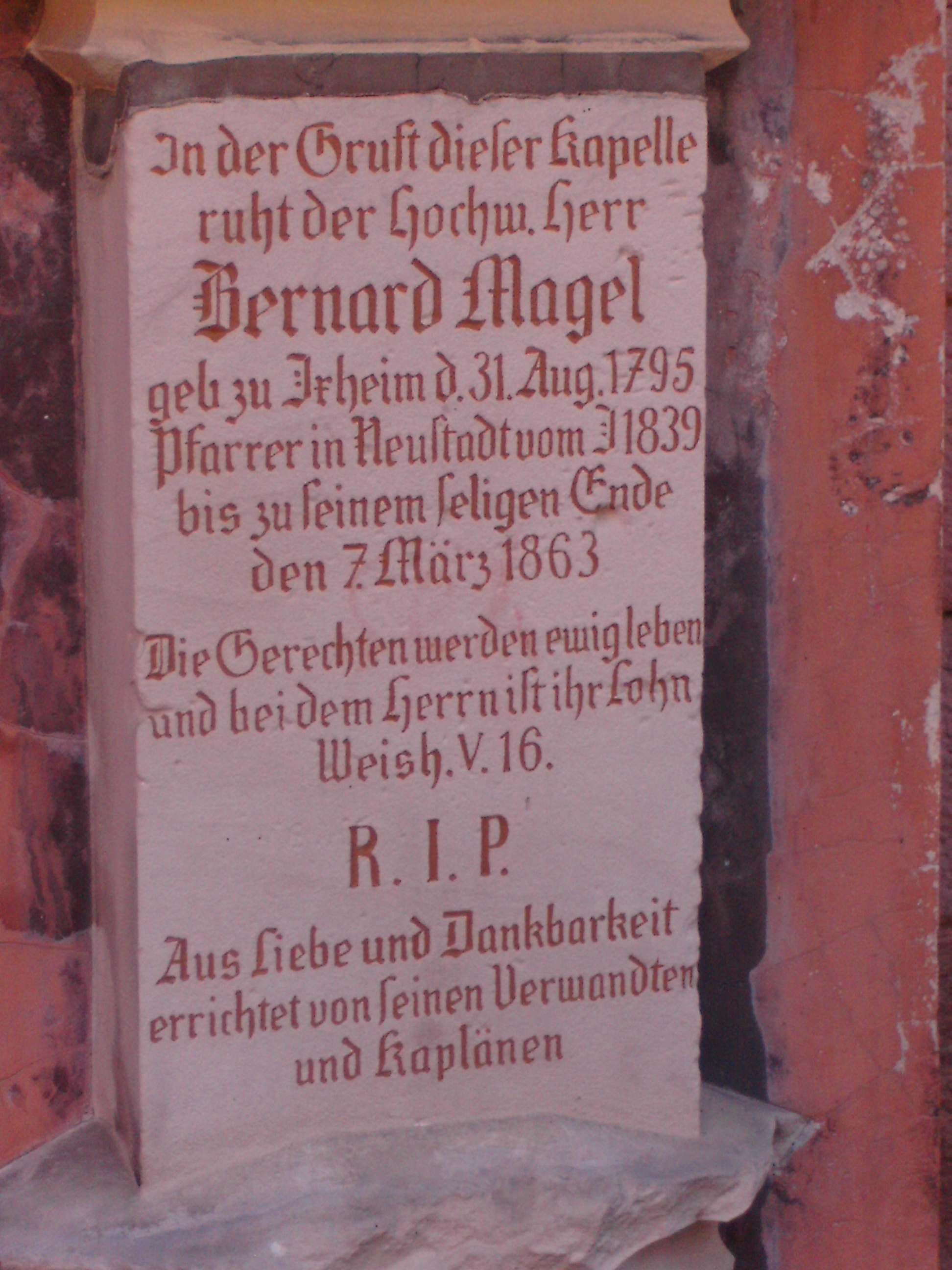
Grabinschrift von Pf. Magel

Offenbar aus Enttäuschung über das Scheitern seiner Pläne ließ sich Bernhard Magel am 24. Oktober 1839 als Pfarrer nach Neustadt versetzen. Seit seiner Kaplanszeit war die katholische Bevölkerung dort mächtig angewachsen und die simultane Stiftskirche war als Pfarrkirche zu klein geworden. Wieder ergriff der Priester die Initiative. Im Neustadter Pfarrgedenkbuch ist es so formuliert: „Magel griff wie ein erfahrener Fuhrmann in die Zügel.“ Er regte sofort den Bau einer neuen Pfarrkirche an und setzte zur Durchführung des Planes alle Hebel in Bewegung. Erneut konnte er durch Intervention bei König Ludwig I., von diesem die hohe Summe von 24.000 Gulden für den Neubau als Spende erhalten; das war die größte Einzelspende, die der König jemals in der Pfalz stiftete. Die St. Marienkirche, ein prächtiger, neugotischer Sakralbau, wurde schließlich in den Jahren 1860 bis 1862 errichtet; der Entwurf geht auf den Architekten Vincenz Statz zurück, seit 1845 zweiter Werkmeister des Kölner Doms; ausführender Baumeister war Bernhard Herbst aus Speyer. Am 17. Juli 1860 legten König Ludwig I. und Bischof Nikolaus von Weis persönlich den Grundstein. Am 26. August 1862 nahm Bischof Weis die Weihe vor; König Ludwig I. ließ es sich nicht nehmen, dazu selbst zu erscheinen und Pfarrer Magel die Ehre seiner Anwesenheit zu geben. Er war in Begleitung des Großherzogs von Hessen und seiner Tochter, Erzherzogin Hildegard. Die Festpredigt vor Bischof und Monarch hielt der weithin bekannte Pfarrer Aloys Weisenburger aus Hambach (Remling, Nikolaus von Weis, Band 1, Seite 99).
Pfarrer Magel starb bereits bald nach Vollendung und Weihe seines Lebenswerkes, am 7. März 1863. Der besorgte König hatte kurz nach der Kirchweihe noch die Versetzung des schon kränkelnden Priesters in die etwas ruhigere und wohlhabende Pfarrei Oberlustadt veranlasst. Zum Wechsel kam es aber nicht mehr. Bernhard Magel starb beim Besuch eines Freundes in Darmstadt. Begraben wurde er in der Kapelle des alten katholischen Friedhofs zu Neustadt. Bei dessen Auflösung versetzte man sein schönes Epitaph an die äußere, nordöstliche Chorwand der Marienkirche; dort befindet sich der Grabstein noch heute (2014). Die Inneneinrichtung der neuen Kirche besorgte der Nachfolger (und frühere Schüler) Magels, Pfarrer Philipp von Pfeiffer. In der Sakristei brachte man eine Gedenktafel mit der lateinischen Inschrift an: „Gedenke Bernhard Magel, Pfarrer dahier, durch dessen Eifer diese Kirche erstand.“
Pfarrer Bernhard Magel gehörte über längere Zeit dem Landrat der Pfalz an. Bischof Johann Jakob Geissel wollte das simultane Schullehrerseminar in zwei konfessionell eigenständige trennen, da es im Bereich der Geschichtsdarstellung immer wieder zu Kontroversen kam. Am 8. August 1838 stimmte der Pfälzer Landrat über den bischöflichen Antrag ab und alle Abgeordneten – auch die katholischen – optierten dagegen. Es gab jedoch eine einzige Oppositionsstimme gegen die Majorität, die von Pfarrer Bernhard Magel. Er trat allein und vehement für den Antrag von Bischof Geissel ein und König Ludwig I., schloss sich ihm demonstrativ an. Die Lehrerbildungsanstalt wurde ab 1839 in zwei konfessionell getrennte Anstalten aufgeteilt, um die immer wieder aufflammenden Streitigkeiten beizulegen.
Als der Landrat der Pfalz sich im Januar 1844 mehrheitlich gegen eine Berufung der Barmherzigen Schwestern an die "Kreis-Armen- und Irrenanstalt" in Frankenthal aussprach und die Ordensfrauen verleumderisch der "Proselytenmacherei, der Immoralität (Unmoral) und der Verschwendung" bezichtigte, handelte der Abgeordnete Bernhard Magel sofort. Er holte selbstständig ein "Gutachten" der Direktion des allgemeinen Städtischen Krankenhauses zu München ein, das der promovierte Krankenhausdirektor Franz Xaver von Gietl verfasste. Hierin verwahrt sich der Leiter der renommierten Anstalt vehement gegen die abwegigen Vorwürfe der Landratsmitglieder und zollt den dort schon lange tätigen Schwestern höchstes Lob. Der Fall und das Schreiben an Pfarrer Magel sind festgehalten in dem Buch: Geschichte der Entstehung, Ausbreitung und Wirksamkeit des Ordens der Barmherzigen Schwestern von Michael Sintzel, Manz Verlag Regensburg, 1880, Seiten 137–141.
Kardinal Geissel von Köln, der frühere Speyerer Bischof, äußerte über den ihm wohlbekannten Priester: „Magel kann den ersten Geistlichen der Diözese beigezählt werden.“

Heute mehr amüsanten Charakter hat eine Eingabe von Pfarrer Magel, im Landesarchiv Speyer, wo sie im Februar 2009 wegen ihrer Originalität zur „Archivalie des Monats“ gekürt wurde. Der Priester – er hatte auch die Schulaufsicht in seinem Bezirk – schreibt darin an die Kreisregierung in Speyer und beschwert sich über das unehrerbietige Verhalten gegenüber Lehrern beim geplanten Fastnachtsumzug in Kaiserslautern. Magel schreibt im Original:

„Rheinzabern den 6ten Februar 1839. Hochwohlgeborener Herr Hofrath! Hochverehrter Herr Direktor! Es verbreitet sich das Gerücht, daß auf dem Narrenprogramm der Stadt Kaiserslautern oben an stehe, daß der Zug an den kommenden Fastnachtstagen damit eröffnet werden soll, daß Jägerpurschen den Schullehrern die Backenbärte abrasieren. Ich erachte diese ergebenste Anzeige für eine besondere Pflicht, damit entweder präventive Maßregeln bei Zeiten ergriffen, oder die Frevler zur Strafe gezogen werden können; und bitte diese meine Besorgniß, daß königliche Regierungsmaßregeln nicht verhöhnt, die verehrungswürdigsten Beamten der Pfalz dem Spotte nicht preißgegeben und ein Theil der königlichen Regierung untergebenen Schullehrer nicht zum Ungehorsam verleitet, und zu ihrem eigenen Nachtheile zu strafbarem Widerstande aufgereitzt werden mögen, nicht übel aufnehmen und zugleich die Bitte den Ausdruck meiner vorzüglichsten Hochachtung genehmigen zu wollen, womit die Ehre hat zu harren Euer hochwohlgeboren treu ergebenster Magel, Pfarrer.“